# Шлагер, Ксавер
Ксавер Шлагер (нем. Xaver Schlager; род. 28 сентября 1997[…] или 28 сентября 1998, Линц) — австрийский футболист, полузащитник немецкого клуба «РБ Лейпциг» и сборной Австрии.

## Клубная карьера
Шлагер проходил обучение в двух школах: «Сент-Валентина» и «Ред Булла». Окончил вторую в 2015 году. Был переведён во вторую команду, выступающую в первом австрийском дивизионе — «Лиферинг». 27 февраля 2015 года дебютировал за неё в поединке против «Аустрии Лустенау». Всего в дебютном сезоне провёл 11 матчей.
В сезоне 2015/2016 стал основным игроком «Лиферинга». Провёл 22 матча, забил три мяча. Это позволило ему принимать участие в тренировках с «Ред Буллом», и 11 мая 2016 года Шлагер дебютировал в австрийской Бундеслиге поединком против «Грёдига», выйдя в стартовом составе и проведя на поле весь матч.
В сезоне 2019/20 перешёл в «Вольфсбург», подписав с немецким клубом контракт до июня 2023 года.
17 июня 2022 года было объявлено о переходе австрийца из стана «волков» в «РБ Лейпциг». Сумма сделки — 12 млн евро.

## Карьера в сборной
Игрок юношеских сборных Австрии различных возрастов. Принимал участие в чемпионатах Европы 2015 и 2016 среди юношей до 19 лет. На обоих турнирах сыграл по три игры, на обоих вместе со сборной не сумел выйти из группы.